# The Final
The Final es una compilación lanzada en 1986 para resumir la carrera del dúo británico Wham!. El álbum no fue lanzado en los Estados Unidos, donde el tercer y último álbum de estudio Music from the Edge of Heaven fue lanzado en su lugar. Cuatro canciones de ese álbum aparecen en esta compilación. Para muchos, sigue siendo la compra definitiva de Wham! que contiene todos los éxitos, la mayoría de ellos en sus sencillos y 12" mixes. La versión Doble LP del álbum también incluyó como lado B "Blue (Armed With Love)". Fue reeditado en 2011, con motivo de sus 25 años de existencia, acompañado de un DVD recopilatorio de videos, el cual es una versión mucho más completa del recopilatorio de videos editado en 1986 en VHS, también llamado The Final y del DVD recopilatorio de videos llamado The Best Of Wham realizado en 2001 el cual contiene 9 videos. De hecho se podría considerar una versión expandida de este último. El DVD The Final reúne 13 de los 14 temas que aparecen en el compilado The Final, conservando casi el mismo orden que las versiones CD, Casete y LP.

## Lista de canciones
CD
1. "Wham Rap! (Enjoy What You Do)" (Michael, Ridgeley) – 6:43
2. "Young Guns (Go For It!)" (Michael) – 5:09
3. "Bad Boys" (Michael) – 3:20
4. "Club Tropicana" (Michael, Ridgeley) – 4:25
5. "Wake Me Up Before You Go-Go" (Michael) – 3:51
6. "Careless Whisper" (Michael, Ridgeley) – 5:02
7. "Freedom" (Michael) – 5:20
8. "Last Christmas (Pudding Mix)" (Michael) – 6:47
9. "Everything She Wants (Remix)" (Michael) – 6:38
10. "I'm Your Man" (Michael) – 4:04
11. "A Different Corner" (Michael) – 3:59
12. "Battlestations" (Michael) – 5:27
13. "Where Did Your Heart Go?" (Was, Was) – 5:45
14. "The Edge of Heaven" (Michael) – 4:37

Doble LP
- Lado Uno

1. "Wham Rap! (Enjoy What You Do)" (Michael, Ridgeley) - 6:43
2. "Young Guns (Go For It!)" (Michael) - 5:09
3. "Bad Boys (12" Version)" (Michael) - 4:52
4. "Club Tropicana" (Michael, Ridgeley) - 4:25

- Lado Dos

1. "Wake Me Up Before You Go-Go" (Michael) - 3:51
2. "Careless Whisper (12" Version)" (Michael, Ridgeley) - 6:30
3. "Freedom" (Michael) -5:20
4. "Last Christmas (Pudding Mix)" (Michael) - 6:47

- Lado Tres

1. "Everything She Wants (Remix)" (Michael) - 6:30
2. "I'm Your Man (Extended Stimulation)" (Michael) - 6:50
3. "Blue (Armed With Love)" (Michael) - 3:50

- Lado Cuatro

1. "A Different Corner" (Michael) - 3:59
2. "Battlestations" (Michael) - 5:27
3. "Where Did Your Heart Go?" (Was, Was) - 5:45
4. "The Edge of Heaven" (Michael) - 4:37

DVD (Edición 2011)
1. "Wham Rap! (Enjoy What You Do)" (Michael, Ridgeley)
2. "Young Guns (Go For It!)" (Michael)
3. "Bad Boys" (Michael)
4. "Club Tropicana" (Michael, Ridgeley)
5. "Wake Me Up Before You Go-Go" (Michael)
6. "Careless Whisper" (Michael, Ridgeley)
7. "Freedom" (Michael)
8. "Last Christmas" (Michael)
9. "Everything She Wants (Remix)" (Michael)
10. "I'm Your Man" (Michael)
11. "A Different Corner" (Michael)
12. "Where Did Your Heart Go?" (Was, Was)
13. "The Edge of Heaven" (Michael)

- Datos: Q1169316